# Texaco Cup 1971/72
Der Texaco Cup wurde 1971/72 zum 2. Mal ausgespielt. Als Sponsor und Namensgeber des Turniers trat die US-amerikanische Mineralölgesellschaft Texaco auf. Das Turnier für Fußball-Vereinsmannschaften aus England, Irland, Nordirland und Schottland wurde unter insgesamt 16 Teilnehmern ausgespielt. Davon waren 6 Vereine dem englischen und schottischen Verband unterstehend sowie jeweils zwei Vereine des irischen und nordirischen Verbands. Er begann am 14. September 1971 und endete mit dem Finalrückspiel am 26. April 1972 im Baseball Ground in Derby. Im Endspiel trafen Derby County aus England und der Airdrieonians FC aus Schottland aufeinander. Das Finale gewann Derby nach Hin- und Rückspiel mit 2:1.
Die irischen und nordirischen Vereine nahmen zum letzten Mal Teil und spielten ab der Saison 1972/73 untereinander eigenständig weiter im Irish Texaco Cup.

## 1. Runde
Die Hinspiele fanden am 14. und 15. September 1971, die Rückspiele zwischen dem 27. und 30. September 1971 statt.
|                     | Gesamt          |                  | Hinspiel | Rückspiel |
| ------------------- | --------------- | ---------------- | -------- | --------- |
| Ballymena United    | 6:5             | Waterford FC     | 3:2      | 3:3       |
| Shamrock Rovers     | 8:1             | Coleraine FC     | 5:1      | 3:0       |
| Huddersfield Town   | 2:1             | Greenock Morton  | 1:0      | 1:1       |
| Manchester City     | 2:4             | Airdrieonians FC | 2:2      | 0:2       |
| Derby County        | 8:5             | Dundee United    | 6:2      | 2:3       |
| FC Motherwell       | 1:5             | Stoke City       | 0:1      | 1:4       |
| FC Falkirk          | 1:3             | Coventry City    | 1:0      | 0:3       |
| Heart of Midlothian | 2:2 (3:4 i. E.) | Newcastle United | 1:0      | 1:2       |

## Viertelfinale
Die Hinspiele fanden am 19. und 20. Oktober 1971, die Rückspiele am 3. November 1971 statt.
|                   | Gesamt |                  | Hinspiel | Rückspiel |
| ----------------- | ------ | ---------------- | -------- | --------- |
| Ballymena United  | 5:2    | Shamrock Rovers  | 4:1      | 1:1       |
| Huddersfield Town | 2:7    | Airdrieonians FC | 1:2      | 1:5       |
| Derby County      | 4:3    | Stoke City       | 3:2      | 1:1       |
| Coventry City     | 2:6    | Newcastle United | 1:1      | 1:5       |

## Halbfinale
Die Hinspiele fanden am 24. November 1971, die Rückspiele am 8. Dezember 1971 statt.
|                  | Gesamt |                  | Hinspiel | Rückspiel |
| ---------------- | ------ | ---------------- | -------- | --------- |
| Ballymena United | 3:7    | Airdrieonians FC | 0:3      | 3:4       |
| Derby County     | 4:2    | Newcastle United | 1:0      | 3:2       |

## Finale

### Hinspiel
| Airdrieonians FC                             | Airdrieonians FC                                                                               | Derby County | Derby County |
| -------------------------------------------- | ---------------------------------------------------------------------------------------------- | --- | ------------ |
| Airdrieonians FC                             | \| 26. Januar 1972 in Airdrie (Broomfield Park) \| \| Ergebnis: 0:0 \| \| Zuschauer: 16.000 \| | \| 26. Januar 1972 in Airdrie (Broomfield Park) \| \| Ergebnis: 0:0 \| \| Zuschauer: 16.000 \|                                                                                   | Derby County |
| Airdrieonians FC                             | Cheftrainer: Ian McMillan                                                                      | Colin Boulton – Ron Webster, John Robson, Colin Todd, Peter Daniel, Terry Hennessey, Tony Parry, Archie Gemmill, Barry Butlin, Jim Walker, Alan Hinton Cheftrainer: Brian Clough | Derby County |
| 26. Januar 1972 in Airdrie (Broomfield Park) |                                                                                                | |              |
| Ergebnis: 0:0                                |                                                                                                | |              |
| Zuschauer: 16.000                            |                                                                                                | |              |

### Rückspiel
| Derby County                              | Derby County | Airdrieonians FC                                                                            | Airdrieonians FC |
| ----------------------------------------- | --- | ------------------------------------------------------------------------------------------- | ---------------- |
| Derby County                              | \| 26. April 1972 in Derby (Baseball Ground) \| \| Ergebnis: 2:1 \| \| Zuschauer: 25.102 \|                                                                                           | \| 26. April 1972 in Derby (Baseball Ground) \| \| Ergebnis: 2:1 \| \| Zuschauer: 25.102 \| | Airdrieonians FC |
| Derby County                              | Colin Boulton – Steve Powell, John Robson, Alan Durban, Peter Daniel, Terry Hennessey, John McGovern, Barry Butlin, Roger Davies, Kevin Hector, Alan Hinton Cheftrainer: Brian Clough | Cheftrainer: Ian McMillan                                                                   | Airdrieonians FC |
| Derby County                              | Alan Hinton (Elfm.) Roger Davies | Whiteford                                                                                   | Airdrieonians FC |
| 26. April 1972 in Derby (Baseball Ground) | |                                                                                             |                  |
| Ergebnis: 2:1                             | |                                                                                             |                  |
| Zuschauer: 25.102                         | |                                                                                             |                  |